# Курінська сільська рада
Курі́нська сільська́ ра́да — адміністративно-територіальна одиниця та орган місцевого самоврядування в Бахмацькому районі Чернігівської області. Адміністративний центр — село Курінь.

## Загальні відомості
Курінська сільська рада утворена у 1918 році.
- Територія ради: 120,2 км²
- Населення ради: 3 917 осіб (станом на 1 січня 2012 року)
- Всього дворів по сільській раді — 1910, заселених господарств — 1429.

## Населені пункти
Сільській раді підпорядковані населені пункти:
- с. Курінь (3789 осіб)
- с. Ополонське (9 осіб)
- с. Українське (42 особи)
- с. Шумейків (77 особи)

## Історія
Курінська сільська рада створена у 1919 році. Стала однією з 20-ти сільських рад Бахмацького району і однїєю з 16-ти, яка складається більше, ніж з одного населеного пункту.

## Склад ради
Рада складалася з 20 депутатів та голови.
- Голова ради: Вдовенко Леонід Васильович
- Секретар ради: Федай Ольга Миколаївна

### Керівний склад попередніх скликань
| Прізвище, ім'я, по батькові | Основні відомості                                                                                  | Дата обрання | Дата звільнення |
| --------------------------- | -------------------------------------------------------------------------------------------------- | ------------ | --------------- |
| Вдовенко Леонід Васильович  | Сільський голова, 1962 року народження, освіта вища, член Всеукраїнського об'єднання «Батьківщина» | 26.03.2006   | 31.10.2010      |
| Вдовенко Леонід Васильович  | Сільський голова, 1962 року народження, освіта вища.                                               | 31.10.2010   |                 |

Примітка: таблиця складена за даними сайту Верховної Ради України

### Депутати
За результатами місцевих виборів 2010 року депутатами ради стали:

#### За суб'єктами висування
| Суб'єкт висування | Кількість обраних депутатів | %   |
| ----------------- | --------------------------- | --- |
| Партія регіонів   | 20                          | 100 |

#### За округами
| № округу        | Прізвище, ім'я, по батькові      | Дата визнання обраним | Освіта  | Партійна приналежність | Відомості про обраного депутата                                |
| --------------- | -------------------------------- | --------------------- | ------- | ---------------------- | -------------------------------------------------------------- |
| Партія регіонів |                                  |                       |         |                        |                                                                |
| 1               | Скребець Людмила Григорівна      | 04.11.2010            | вища    | член Партії регіонів   | Бахмацький територіальний центр, соціально працівник           |
| 2               | Рибатенкова Людмила Миколаївна   | 04.11.2010            | вища    | член Партії регіонів   | Курінська лікарська амбулаторія, медсестра                     |
| 3               | Рудько Марина Геннадіївна        | 04.11.2010            | вища    | член Партії регіонів   | Курінська загальноосвітня школа І-ІІІ ст., заступник директора |
| 4               | Видиш Антоніна Олексіївна        | 04.11.2010            | вища    | член Партії регіонів   | Курінська загальноосвітня школа І-ІІ ст., вчитель              |
| 5               | Касяненко Світлана Володимирівна | 04.11.2010            | вища    | член Партії регіонів   | Курінський сільський будинок культури № 2, художній керівник   |
| 6               | Охрімець Ганна Дмитрівна         | 04.11.2010            | середня | член Партії регіонів   | Бахмацька центральна районна лікарня, молодша медсестра        |
| 7               | Гаврись Алла Яківна              | 04.11.2010            | вища    | член Партії регіонів   | Курінська лікарська амбулаторія, медсестра                     |
| 8               | Федай Ольга Миколаївна           | 04.11.2010            | вища    | член Партії регіонів   | Курінська сільська рада, секретар-друкарка                     |
| 9               | Плюта Надія Михайлівна           | 04.11.2010            | вища    | член Партії регіонів   | Курінська загальноосвітня школа І-ІІІ ст., вчитель             |
| 10              | Беба Василь Петрович             | 04.11.2010            | вища    | член Партії регіонів   | Курінська сільська рада, секретар                              |
| 11              | Скребець Валентина Володимирівна | 04.11.2010            | вища    | член Партії регіонів   | Курінська загальноосвітня школа І-ІІІ ст., вчитель             |
| 12              | Пащенко Тетяна Федорівна         | 04.11.2010            | вища    | позапартійна           | Курінська загальноосвітня школа І-ІІ ст., вчитель              |
| 13              | Гаврись Світлана Василівна       | 04.11.2010            | вища    | член Партії регіонів   | Курінська лікарська амбулаторія, медсестра                     |
| 14              | Скребець Валентина Михайлівна    | 04.11.2010            | вища    | член Партії регіонів   | Курінська загальноосвітня школа І-ІІ ст., завуч                |
| 15              | Гладун Анатолій Миколайович      | 04.11.2010            | вища    | член Партії регіонів   | Курінська сільська рада, рахівник-касир                        |
| 16              | Рогова Ніна Іванівна             | 04.11.2010            | вища    | член Партії регіонів   | Курінська сільська рада, землевпорядник                        |
| 17              | Ільченко Василь Васильович       | 04.11.2010            | вища    | позапартійний          | СТОВ «Злагода», завдуючий гаражем                              |
| 18              | Губар Катерина Анатоліївна       | 04.11.2010            | вища    | член Партії регіонів   | Курінська лікарська амбулаторія, медсестра                     |
| 19              | Сунка Світлана Іванівна          | 04.11.2010            | вища    | член Партії регіонів   | Курінський будинок ветеранів, завідувачка                      |
| 20              | Савченко Любов Олексіївна        | 04.11.2010            | середня | член Партії регіонів   | Курінське відділення зв'язку, листоноша                        |

## Господарство
На території сільської ради розташовані два сільськогосподарські підприємства ПСП «Авангард» та СТОВ «Злагода» та три селянсько — фермерські господарства.
Серед закладів соціальної сфери на території сільської ради працює дві школи: Курінська ЗОШ І — III ст та Курінська ЗОШ І-ІІ ст, дошкільний навчальний заклад «Світанок» на 25 дітей. Із закладів медицини працює Курінська лікарська амбулаторія загальної практики сімейної медицини та фельдшерські пункти в селі Шумейків та Українське. Серед закладів культури на території сільської ради працює два будинки культури, дві бібліотеки, відділення зв'язку, відділення ощадного банку.
На території сільської ради розташоване стаціонарне відділення територіального центру для одиноких людей похилого віку. Продуктами харчування та товарами першої необхідності жителів села забезпечують 16 магазинів.